# 미확인으로 진행형
《미확인으로 진행형》(일본어: 未確認で進行形 みかくにんでしんこうけい[*])은 작가 아라이 체리가 연재 중인 일본의 만화이다. 2013년 9월 애니메이션화가 결정되어 2014년 1월에 방영을 개시하였다. 애니메이션 제작사는 동화공방이며, 일본 현지 기준 방송사는 AT-X이다.

## 스토리
요노모리 코베니는 이혼한 후 일 때문에 바쁜 어머니 요노모리 아카네를 대신하여 집안일을 담당하면서 언니 요노모리 베니오와 함께 3명이서 평범하게 생활하고 있었지만, 16세 생일을 맞이하던 날, 약혼자라고 주장하는 소년 미츠미네 하쿠야와 그의 여동생 미츠미네 마시로와 만나, 집에서 함께 생활하게 된다.

## 등장인물

### 주요 등장인물
요노모리 코베니(夜ノ森 小紅)
성우 - 테루이 하루카
본 작품의 주인공인 소녀. 세미 롱의 트윈 테일이 특징. 거유이면서 엉덩이가 크고, 순산형의 글래머한 체형이지만, 본인은 그런 점에 대해 신경 쓰고 있다.
성실하고 온후하며 남에게 잘 드러내지 않는 성격이다.
남자에게 인기가 있지만, 베니오의 학생회 권한에 의해 잠잠해지는 탓에, 본인은 깨닫지 못한다.
집안일 전반에 있어서 능숙하고, 식사 준비도 담당하고 있다. 알코올을 섭취하면 투덜거리는 습관이 있다.
허약 체질에 운동을 못하지만, 학교 공부는 잘하는 편이다.
언니의 영향으로, 베니오를 '아네사마', 아카네를 '오카사마'라고 부르며, 존댓말을 사용한다. 지인이나 미츠미네 자매에 대해서는 거친 말투를 사용한다.
16살 생일에 처음으로 하쿠야를 알게 되고, 그 이후로 마시로를 포함하여 집에서 함께 살게 된다. 하쿠야의 언동에 대해 혼란스러워하면서도, 조금씩 그를 이해하려고 하며, 약혼자로서 어느 정도 호의를 베풀게 된다.
사실은 유소년기에 하쿠야를 만났었고, 목숨이 위태로운 사고에 휘말린 적이 있었으며, 그때 그의 힘 절반을 나누어 가짐으로써 목숨을 구할 수 있게 되었다.
미츠미네의 힘을 나누어 가진 후로, 마시로로부터는 '절반은 동족'이라는 말까지 듣게 되었고, 유소년 시절에 빨갛던 눈동자의 색이 하쿠야와 같은 보라색이 되었다.
데이트에서 하쿠야로부터 고백을 받고, 우여곡절 끝에 하쿠야에 대한 자신의 마음을 전하게 된다.
요노모리 베니오(夜ノ森 紅緒)
성우 - 마츠이 에리코
미츠미네 하쿠야(三峰 白夜)
성우 - 하타노 와타루
미츠미네 마시로(三峰 真白)
성우 - 요시다 유리

### 학교 관계자
모모우치 마유라(桃内 まゆら)
목소리 - 아이미
카시마 나데시코(鹿島 撫子)
목소리 - 사쿠라 아야네
오오노 니코(大野 仁子)
목소리 - 카쿠모토 아스카
스에츠기 코노하(末続 このは)
목소리 - 후지타 사키

### 주인공들의 친척
요노모리 아카네(夜ノ森 茜)
목소리 - 와타나베 유이
미츠미네 시라유키(三峰 白雪)
목소리 - 코마가타 유리

## 서적 정보

### 오게재
2010년 8월 발매된 동년 10월호에 대하여, 편집 측에서 잘못된 원고를 가져가는 바람에, 11월호에 게재될 예정이었던 작품을 오게재하는 실수가 발생하였다. 이 사건에 대해서, 이치진샤는 공식 사이트에 본래 게재되어야 했던 작품을 공개하고, 해당 두 작품을 올바른 순서로 동시 게재하는 대응을 취하였다.

### 단행본
이치진샤에서 「4컷 KINGS 파렛트 코믹스」로 간행되고 있다.
1. 2010년 7월 22일 발매 8월 5일 초판 발행 ISBN 978-4-7580-8088-0
2. 2011년 10월 22일 발매 11월 5일 초판 발행 ISBN 978-4-7580-8135-1
3. 2012년 11월 22일 발매 12월 5일 초판 발행 ISBN 978-4-7580-8161-0
4. 2013년 12월 28일 발매 12월 5일 초판 발행 ISBN 978-4-7580-8194-8
  - DVD 포함 한정판 ISBN 978-4-7580-8195-5
5. 2014년 3월 28일 발매 3월 5일 초판 발행 ISBN 978-4-7580-8198-6
  - DVD 포함 특별 장정판 ISBN 978-4-7580-8199-3
6. 2015년3월 20일 발매 4월 5일 초판 발행 ISBN 978-4-7580-8228-0
  - 드라마 CD 포함 특별 장정판 ISBN 978-4-7580-8229-7
7. 2016년3월 22일 발매 ISBN 978-4-7580-8260-0
  - 드라마 CD 포함 특별 장정판 ISBN 978-4-7580-8261-7